# معركة الأهوار
معركة الأهوار ((بالعربية: معركة الأهوار)، (بالفارسية: نبرد نیزارها)) كان جزءًا من الحرب الإيرانية العراقية.
بعد عمليات الفجر غير الحاسمة في الغالب في عام 1983، شنت إيران هجومًا برمائيًا جديدًا ومفاجئًا في بحيرات أهوار الحويزة في مجرى نهري دجلة والفرات العراقي.
بدأت إيران في تطوير تكتيكات جديدة بعد خسائر فادحة في البداية بسبب هجمات الموجات البشرية، و 15000 ضحية وقليل من التقدم، تضمنت هجومًا برمائيًا، ونشرت فرقة عسكرية نظامية، الفرقة 92 المدرعة. على الرغم من أن الإيرانيين تكبدوا خسائر فادحة أمام المدفعية العراقية والدبابات والضربات الجوية والزوارق الحربية، إلا أن إيران تمكنت في النهاية من غزو جزر مجنون الغنية بالنفط من خلال عملية خيبر وكادت تقطع الخطوط العراقية قبل إعادتها إلى الأهوار وجزيرة مجنون.
استخدم العراق الأسلحة الكيماوية بكثافة (غاز الخردل) خلال المعركة.[بحاجة لمصدر]

## تمهيد وتكتيكات إيرانية
حاولت إيران بعد عمليات الفجر غير الحاسمة في الغالب تغيير التكتيكات. شنت إيران العديد من العمليات في عام 1983 حول البصرة وجنوب العراق باستخدام موجات بشرية حاشدة، لكنها واجهت نجاحات محدودة في مواجهة الدفاعات العراقية الثابتة. بالإضافة إلى ذلك، بدأ العراقيون في شن هجمات مضادة. في مواجهة تزايد التسلح العراقي والقوة البشرية بالإضافة إلى المشاكل المتزايدة من جانبهم، لم تعد إيران قادرة على الاعتماد على تفوقها العددي أمام القوات العراقية. في حين أن هجمات المشاة والموجات البشرية ستظل أساسية لهجماتهم طوال الحرب، بدأت إيران في الاعتماد بشكل أكبر على الهجمات المفاجئة الخادعة، فضلاً عن حرب المشاة الخفيفة. على عكس الدفاعات العراقية الثابتة والدروع الثقيلة، بدأت إيران في تدريب القوات على التسلل، والدوريات، والقتال الليلي، وحرب الأهوار، وحرب الجبال. كما بدأوا تدريب الآلاف من مغاوير الحرس الثوري على الحرب البرمائية، حيث أن جنوب العراق مستنقعات ومليئة بالأراضي الرطبة. استخدمت إيران الزوارق السريعة لعبور الأهوار والأنهار في جنوب العراق، وهبطت القوات على الضفتين المتعارضتين، حيث كانوا يحفرون ويقيمون جسورًا عائمة عبر الأنهار والأراضي الرطبة للسماح بمرور القوات الثقيلة والإمدادات. كما استعملت مروحيات النقل لنقل القوات إلى ساحة المعركة. لم تعد إيران قادرة على استخدام قوتها الجوية في هذه المرحلة من الحرب، على عكس العراق، لذلك اعتمدت في الغالب على طائرات الهليكوبتر لدعم قواتها.
استخدم الإيرانيون قوات خاصة من نوع SEAL من لواءين بحريين. نشرت أربع كتائب SEAL الإيرانية مع 2400 رجل. قامت الكتائب الإيرانية بمئات من مهام الاستطلاع المنتظمة بنجاح كبير. غالبًا ما كانوا يرتدون ملابس مدنية للاندماج مع السكان المحليين وجمع المعلومات في عمق العدو. نجحت أكثر من نصف هذه المهام في توفير معلومات مفصلة عن الدفاعات العراقية حتى أنها أبلغت عن حجم أبواب المخابئ.
كانت تكتيكات إيران الهجومية البرمائية، باستخدام زوارق البوغمار السريعة كمركبة إنزال، حاسمة خلال هذه المعركة.

## التكتيكات العراقية
أعيد تزويد العراق بمواد سوفيتية وصينية جديدة بحلول نهاية عام 1982، ودخلت الحرب البرية مرحلة جديدة. استخدم العراق دبابات T-55 ودبابات T-62 التي حُصل عليها حديثًا (بالإضافة إلى النسخ الصينية) وقاذفات صواريخ BM-21 وطائرات الهليكوبتر من طراز Mi-24 لإعداد دفاع من النوع السوفيتي ثلاثي الخطوط، مليء بالعقبات وحقول الألغام، ومواقف محصنة. قام سلاح المهندسين القتالي ببناء الجسور عبر عوائق المياه، ووضع حقول الألغام، وإعداد خطوط دفاعية وتحصينات جديدة.
زود العراقيون الماء في بحيرة موجودة في شرق البصرة، تُعرف باسم بحيرة السمك، بالكهرباء وملأوها بالأسلاك الشائكة والألغام الأرضية العائمة وخطوط الكهرباء ذات الجهد العالي فصعقت الجنود الإيرانيين بالكهرباء وجعلت البحيرة عمليا غير قابلة للاختراق من أجل الدفاع عن البصرة. كما بدأوا في شن غارات جوية على المدن الحدودية الإيرانية، مما أدى إلى زيادة الممارسة بشكل كبير بحلول عام 1984.
جعل العراقيون الهجوم الأمامي عبر الأراضي المسطحة مستحيلًا تقريبًا بالنسبة للإيرانيين مع مثل هذه الدفاعات الثابتة. وهكذا سيشن الإيرانيون هجماتهم البرمائية.

## هجمات تحويلية
هبطت قوات الكوماندوز الإيرانية من طائرات هليكوبتر خلف الخطوط العراقية قبل الهجوم، بل ودمرت المدفعية العراقية. شنت إيران هجومين أوليين قبل الهجوم الرئيسي، عملية الفجر 5 والفجر 6. ورأوا أن الإيرانيين يحاولون الاستيلاء على العمارة في العراق وقطع الطريق السريع الذي يربط بغداد بالبصرة، الأمر الذي من شأنه أن يعيق التنسيق العراقي للإمدادات والدفاعات. واعتبر العراقيون المنطقة الواقعة على مجرى مائي كبير غير قابلة للاختراق، لكن القوات الإيرانية عبرت النهر باستخدام زوارق البوغمار السريعة في هجوم مفاجئ. ومع ذلك، لم تسيطر القوات الإيرانية إلا على نطاق 24 كيلومتر (15 ميل) من الطريق السريع. بعد ذلك، بدأت إيران عملية خيبر، الهجوم الرئيسي.

## عملية خيبر
أعيد تنظيم القوات البرية الإيرانية جيدًا بحلول عام 1984 بما يكفي لبدء عملية خيبر، والتي استمرت من 24 فبراير إلى 19 مارس. :171وبدءًا من 15 فبراير 1984، بدأ الإيرانيون في شن هجمات ضد الجزء الأوسط من الجبهة، حيث انتشر الفيلق العراقي الثاني، حيث واجه 250.000 عراقي 250.000 إيراني.
بدأت عملية خيبر في 24 فبراير عندما عبر مشاة إيرانيون أهوار الحويزة باستخدام زوارق سريعة في هجوم برمائي. وقد فاجأ ذلك العراقيين، حيث اعتبرت الأهوار غير قابلة للاختراق، والأسوأ من ذلك أن العراقيين لم يتمكنوا من استخدام دباباتهم. كما استوعبت الاهوار اثر المدفعية العراقية والقنابل.
هاجم الإيرانيون جزيرة مجنون المنتجة للنفط من خلال إنزال قوات مروحية على الجزر وقطعوا خطوط الاتصال بين العمارة والبصرة. واصل الإيرانيون هجومهم على القرنة.
بدت الدفاعات العراقية، التي تعرضت لضغوط مستمرة منذ 15 فبراير، على وشك الانهيار. ومع ذلك، فقد صمدوا من خلال استخدامهم للأسلحة الكيماوية والدفاع المتعمق، حيث وضعوا عدة طبقات من الخطوط الدفاعية؛ حتى لو اخترق الإيرانيون الخط الأول، فإنهم عادة ما يكونون غير قادرين على اختراق الخط الثاني بسبب الإرهاق والخسائر الفادحة.:171عانت إيران أيضًا من نقص في الطائرات والمدرعات وكان على المشاة أن يتحملوا وطأة القتال. كما استخدم الحرس الثوري تكتيكات حرب العصابات في الأهوار بدمج التضاريس وتجاوز العراقيين. كما توغلت مشاة إيرانيون على متن دراجات بخارية في عمق الخطوط العراقية.
استخدم العراقيون المي 25 هند بكثافة "لمطاردة" القوات الإيرانية في الأهوار، مما أسفر عن مقتل العديد من الجنود. في 27 فبراير، استولت إيران أخيرًا على جزيرة مجنون، لكنها فقدت 49 من طائرات الهليكوبتر الخاصة بها التي أسقطتها المقاتلات العراقية. وقع القتال في المياه التي يزيد عمقها عن مترين في بعض الأحيان. رداً على الهجمات، قام العراق بتمرير كابلات كهربائية حية عبر المياه، وصعق العديد من القوات الإيرانية ثم عرض جثثهم على التلفزيون الحكومي. 
وصل الإيرانيون إلى ضواحي القرنة واقتربوا من طريق بغداد - البصرة السريع بحلول 29 فبراير. لكن بحلول هذا الوقت، كان الإيرانيون قد خرجوا من الأهوار وعادوا إلى الأرض المفتوحة، وواجهوا القوات العراقية التقليدية بما في ذلك المدفعية والدبابات والقوة الجوية، وكذلك غاز الخردل. قُتل 1200 جندي إيراني في الهجوم المضاد. أجبر الإيرانيون على التراجع إلى الأهوار، لكنهم ما زالوا متمسكين بها إلى جانب جزيرة مجنون.
وسقط ما يقرب من 40 ألف إيراني ضحايا خلال القتال في الأهوار، مع نشر طائرات الهليكوبتر العراقية "لمطاردة" القوات الإيرانية عبر أرض المستنقعات. استخدم الإيرانيون أيضًا عمليات مشتركة بين طائرات الهليكوبتر والقوارب النهرية كجزء من هذا الهجوم، والمعروفة باسم عمليات فاطمة الزهراء (التي سميت على اسم ابنة محمد)، ورسم خرائط ومسح لجميع الأهوار. 

## ما بعد الكارثة
على الرغم من أن الإيرانيين تكبدوا خسائر أكبر بكثير، إلا أن أعدادهم الكبيرة وحماستهم الدينية مكنتهم من الاستمرار. من ناحية أخرى، كان عدد القتلى العراقيين البالغ عددهم 3000 قتيلاً غير مقبول. كان العراق يعتمد على الدبابات السوفيتية والمدفعية والدعم الجوي. اعتمدت إيران، التي يزيد عدد سكانها عن ثلاثة أضعاف عدد سكان العراق، على الأعداد الهائلة والحماس الديني والتضحية بالنفس بسبب الاضطرابات التي سببتها الثورة الأخيرة التي أثرت سلبًا على حجم التنظيم العسكري والتجارة والإمدادات والمعدات العسكرية. ألهمت العملية عمليات برمائية أخرى ناجحة قامت بها إيران في وقت لاحق من الحرب، بما في ذلك عملية الفجر 8 التي استولت خلالها إيران على شبه جزيرة الفاو.

## أنظر إيضا
- م جميع التعزيزات نسخة محفوظة 15 نوفمبر 2013 على موقع واي باك مشين.، مجموعة معلومات القتال الجوي
- حرب الخليج الأولى (إيران والعراق في الثمانينيات)